# Янц, Карин
Карин Янц (нем. Karin Janz, после замужества — Бютнер-Янц (нем. Büttner-Janz); род. 17 февраля 1952 года в Люббене, Восточная Германия) — бывшая немецкая гимнастка и в настоящее время медицинский эксперт. Двукратная олимпийская чемпионка, чемпионка мира, четырёхкратная чемпионка Европы и 20-кратная чемпионка ГДР. Самая успешная гимнастка в истории немецкого спорта и одна из лучших гимнасток мира.

## Спортивная карьера
До десяти лет её тренером был отец Гвидо Янц, заложивший основы гимнастики. Вступила в спортивное общество «Динамо», где её тренерами были Ellen Bergler, Werner Pöhland.
В 15 лет она начала карьеру в качестве гимнастки, завоевав две медали на чемпионате Европы. В том же году она получила награду «спортсмен года» в ГДР, несмотря на то, что у неё ещё было мало международных достижений. На Олимпийских играх 1968 года она выиграла две медали: серебряную в упражнениях на брусьях и бронзовую в командном многоборье.

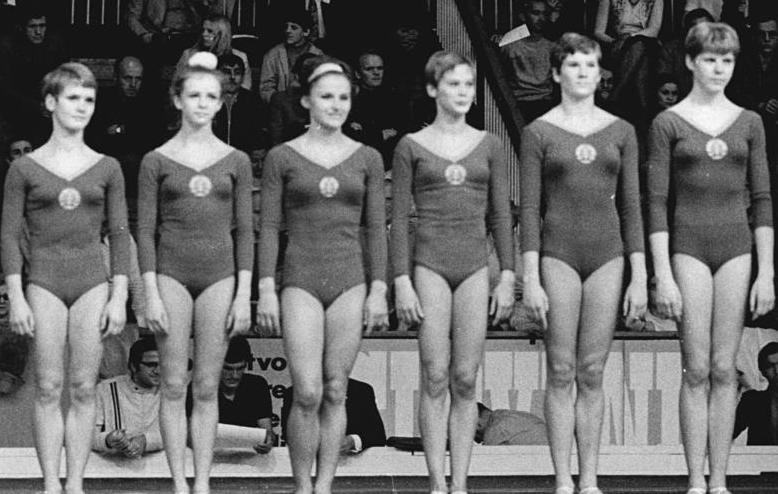
Команда гимнасток ГДР на чемпионате мира по спортивной гимнастике в Любляне в 1970 году, слева направо: Карин Янц, Рихарда Шмайсер, Эрика Цухольд, Ангелика Хельман, Марианна Ноак и Кристина Шмитт

На чемпионате мира 1970 года впервые одержала победу в упражнениях на брусьях. Уже через два года, на Олимпийских играх 1972 года, закрепила успех, обыграв в финале советскую спортсменку Ольгу Корбут и завоевав золото Олимпийских игр. К этой медали она также прибавила золото в опорном прыжке, серебряные медали в личном и командном многоборье и бронзу в упражнениях на бревне. Она стала самой успешной спортсменкой из ГДР на Олимпийских играх и была названа во второй раз «спортсменом года». После успеха на играх Янц объявила о завершении спортивной карьеры, чтобы пойти учиться на врача.
В честь Карин Янц назвали элемент на брусьях — «Janz Salto», впервые выполненный на спартакиаде «Динамо» в Восточном Берлине в 1971 году. После Олимпийских игр ей было присвоено звание заслуженного мастера спорта СССР. В 2000 году введена в Международный зал славы спортивной гимнастики.